# コントレイル (競走馬)
コントレイル（欧字名:Contrail、2017年4月1日 - ）は、日本の競走馬・種牡馬。

## 概要
日本競馬史上8頭目（無敗での達成は3頭目）のクラシック三冠馬であり、父ディープインパクトと世界初の親子での無敗クラシック三冠を達成した。2019年のJRA賞最優秀2歳牡馬、2020年の同最優秀3歳牡馬、2021年の同最優秀4歳以上牡馬である。ディープインパクトの最高傑作と呼ばれた。
主な勝ち鞍は2019年のホープフルステークス、2020年の皐月賞、東京優駿、菊花賞、2021年のジャパンカップ。
2024年、JRA顕彰馬に選出された。
なお、コントレイル（Contrail）という名前の競走馬は他にも存在する。
1. 1968年にイギリスで生産された競走馬・繁殖牝馬[13][14]。タイキシャトルの母母母[15][16]。

## デビューまで

### 出生までの経緯
本馬の母・ロードクロサイトは2011年9月に開催されたキーンランド1歳馬セールに上場された際、日本からノースヒルズ代表・前田幸治の代理として参加していた調教師の矢作芳人とノースヒルズゼネラルマネージャーの福田洋志に良血を見込まれ、38万5000ドル（約3000万円）で落札された。その後日本へ輸入され、2歳時に滋賀県・栗東トレーニングセンターの矢作厩舎へ入厩して中央競馬でデビューし、2歳時は4戦して2着2回、3着2回という戦績でシーズンを終えたが、3歳になると二桁着順での大敗を繰り返した。地方競馬へ移籍させて再起を図るという選択肢も浮上したが、7月の中京競馬場での未勝利戦を最後に未勝利のまま現役を引退し、北海道新冠町のノースヒルズで繁殖牝馬となった。
ロードクロサイトは繁殖入りした初年度はゴールドアリュールが種付けされ本馬の半兄バーンフライ、2年目はダイワメジャーが種付けされ半姉アナスタシオを出産した。福田によると、この2頭をロードクロサイトに交配させたのは将来的にディープインパクトを交配させることを見据えたものであり、ディープインパクトの産駒は小柄な馬が生まれる傾向があったため、最初の2頭がしっかりした馬体を持つ仔を生むか確認した上でディープインパクトを交配させることを決めたという。バーンフライ、アナスタシオの二頭は確かな馬体を持って生まれ、アナスタシオを出産した2016年の繁殖シーズンにロードクロサイトは初めてディープインパクトと交配され、これを受胎した。

### 生い立ち
2017年4月1日、ロードクロサイトは青鹿毛の牡馬、後のコントレイルを出産。生後1週間ほど経った時に矢作から検分を受けたが、矢作はその第一印象について「兄や姉とはタイプが異なり、"ディープを付けるとこんな馬ができるんだ"と思いました」と言い、コンパクトにまとまった体型をしていた本馬を「ディープにそっくりだと思った」と振り返っている。牧場関係者からも骨量豊かで柔らかさを備えた馬体や人間に対して従順な性格を評価され、ノースヒルズでコンサルタントを務めるスティーブ・ジャクソンは、コントレイルを当世代の中でもトップクラスの馬として度々リストアップし、年4回行っている全頭チェックの中でも常に高評価を与え続けた。しかし、関係者の多くは2013年の東京優駿優勝馬キズナとの比較において、生まれた当初からキズナに対して将来の活躍を嘱望する関係者が多かったのに対し、当時のコントレイルに対してはキズナ程の活躍を想像をすることはできなかったという声が多かった。

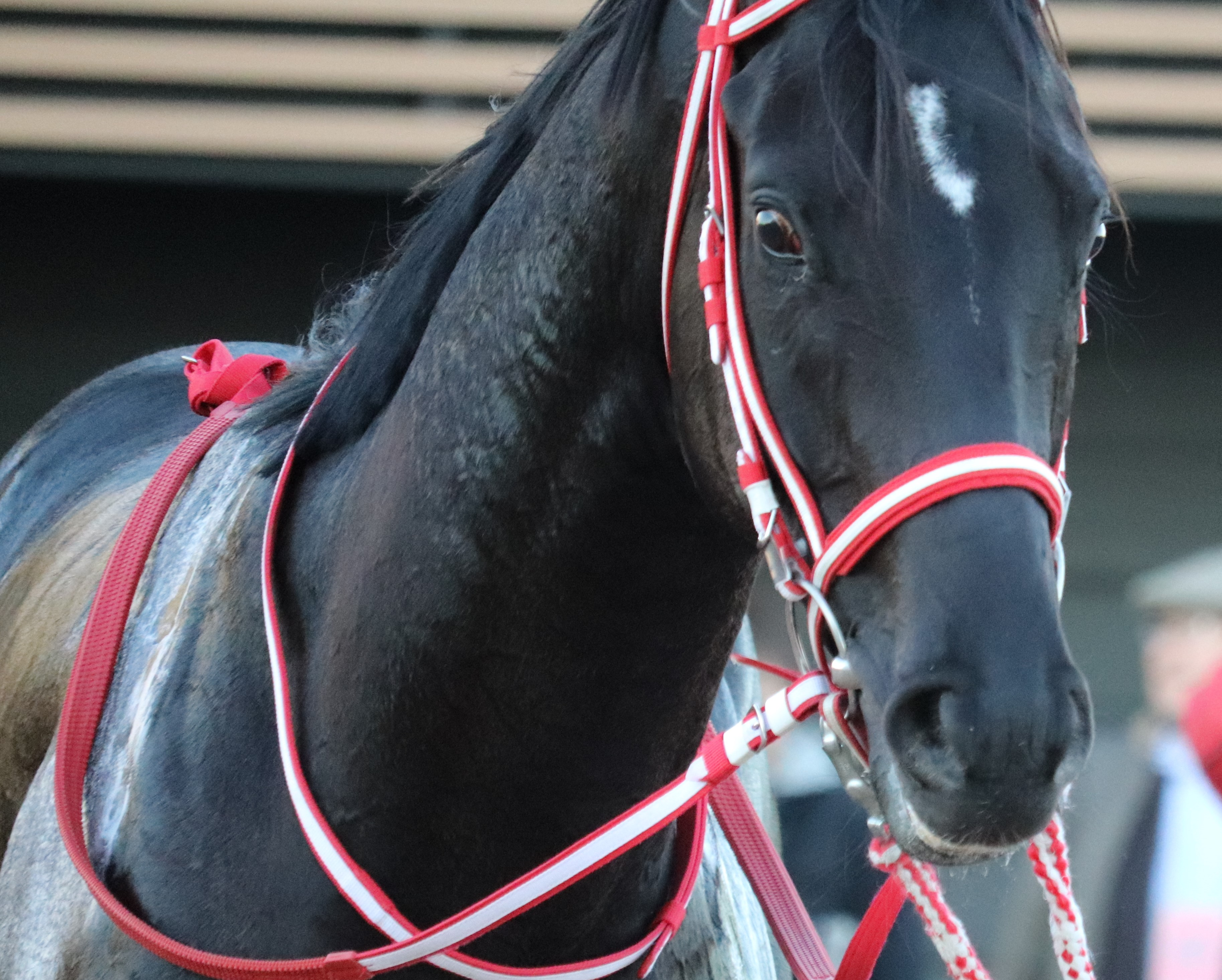
青鹿毛、流星は受話器のような形から、ノースヒルズ関係者からは「もしもし君」のあだ名で呼ばれた

離乳までの約半年間をノースヒルズで過ごし、その間に怪我や病気にかかることは一切無く成長した。その後当時開場して間もなかった中期育成施設のノースヒルズ清畠に移動。2018年9月に鳥取県の大山ヒルズに移動して育成調教を開始。しかし、調教が本格的に開始してすぐに脚元に不安（球節炎）が見つかり、1歳の終わりから2歳の5月まで騎乗調教が控えられ、他馬との別メニューで引き運動やウォーキングマシンでの調整が行われたが、騎乗調教が再開されてからは瞬く間に同期の2歳馬と同じメニューに対応するほどにまでに状態が良化した。
大山ヒルズではスタッフからは『コンちゃん』という愛称で呼ばれている。
2歳の8月中旬に栗東の矢作厩舎に入厩。装蹄は1991年の二冠馬・トウカイテイオーの装蹄を担当した柿元純司の息子である柿元裕望が担当することとなった。柿元はコントレイルの蹄について「いい意味でコンパクトな蹄」であり、「歩様はトモ（後肢）が突っ込むことなく、前後の力のバランスが良い」と感じ取ったという。

### 馬名の由来
馬名の意味は「飛行機雲」。なお同名の競走馬が過去に中央競馬に存在していた。また、タイキシャトルの3代母の名がContrail（1968年英国産）である。
ノースヒルズ・代表の前田幸治は馬名について、発音の容易く響きの良いこと、『見た人の夢をかなえる』というのも良いと言及している。

## 競走馬時代

### 2歳 （2019年）
2019年9月15日、阪神開催の新馬戦（芝1800メートル）で福永祐一を鞍上にデビュー。単勝オッズ1.7倍の1番人気に支持され、大外枠から好スタートを切ると直線で抜け出し、2着に2馬身半差をつけて初勝利を挙げた。福永は「センスが良く、勝ちっぷりも良くて言うことなし。スピードが勝っているタイプなので距離はやってみないとわからないが、とてもいい勝ち方ができた」とコメントした。なお、本競走のみ馬主名義もノースヒルズ（法人名義）として走り、以降のレースでは前田晋二（個人名義、同法人代表である幸治の弟）に変更された。

次走は萩ステークスを予定していたが、捻挫によって帰厩が遅れたため見送り、迎えた東京スポーツ杯2歳ステークス（GIII）では、福永が三冠牝馬アパパネ産駒のラインベックに騎乗する予定があったため、ライアン・ムーアが騎乗した。単勝2.5倍の1番人気に支持されたが、レース前に輪乗りで暴れ、これで振り落とされたムーアが左肩を強打するアクシデントが起きた。しかし、レースでは道中5番手に位置し、直線で外から並ぶ間もなく先頭に立ってムーアがゴーサインを出すと一気に加速して後続を突き放し、2着のアルジャンナに5馬身差をつけて芝1800メートルの2歳JRAレコードを1秒1更新する1分44秒5を記録して優勝した。レース後にムーアは「強かった。いい位置で我慢できて最後も伸びてくれた。こんなトップクラスの馬に乗れてうれしい」とコメントし、矢作は「ここまでとは思わなかった。こちらの想像を超えていた。正直、『1800メートルまでがギリギリかも』という気持ちもあったが、この内容なら少なくとも2000メートルは大丈夫でしょう。王道を歩んでいきたいし、2400メートルでもこちらの想像を超えてほしい」と語った。

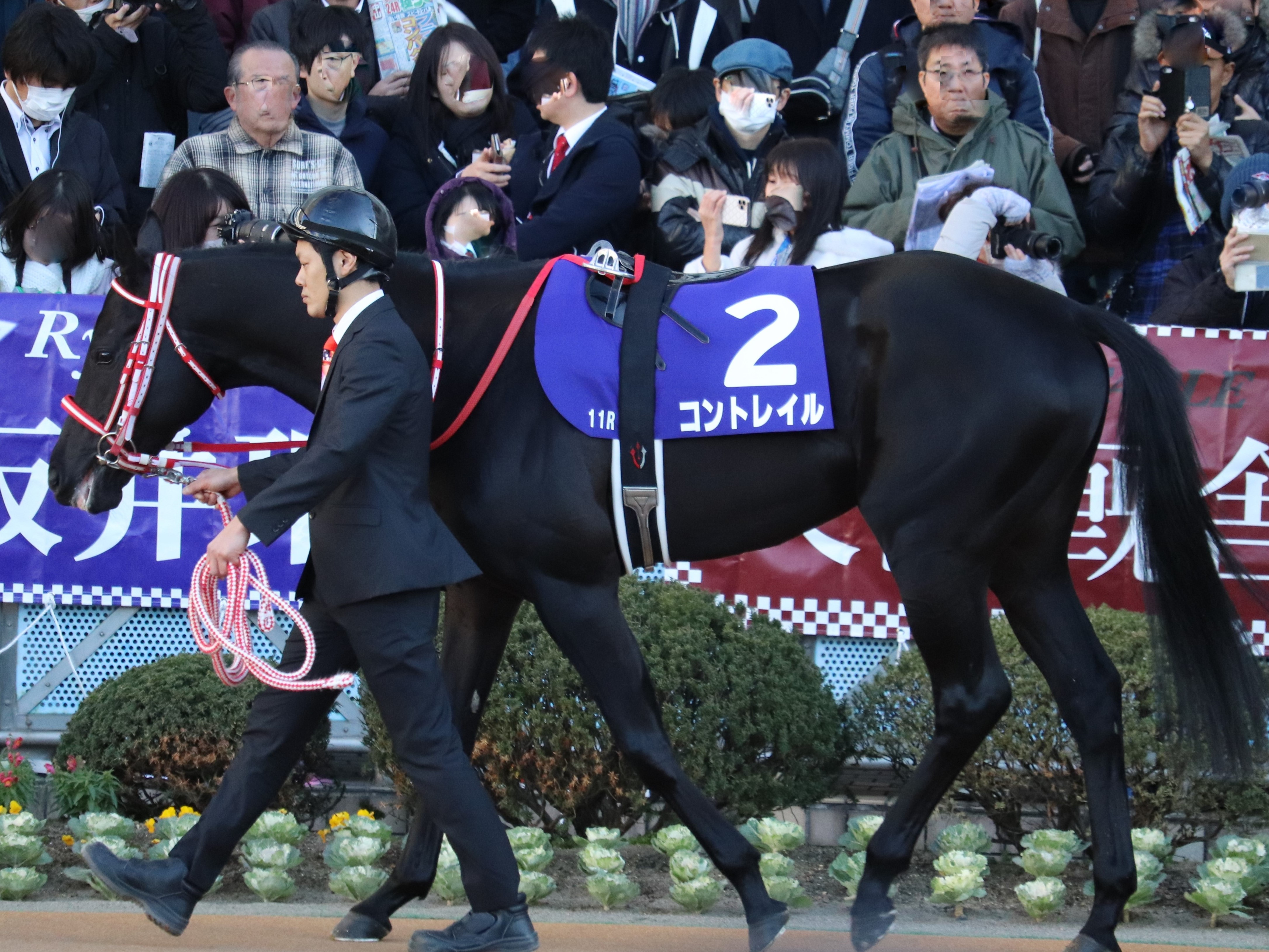
パドック

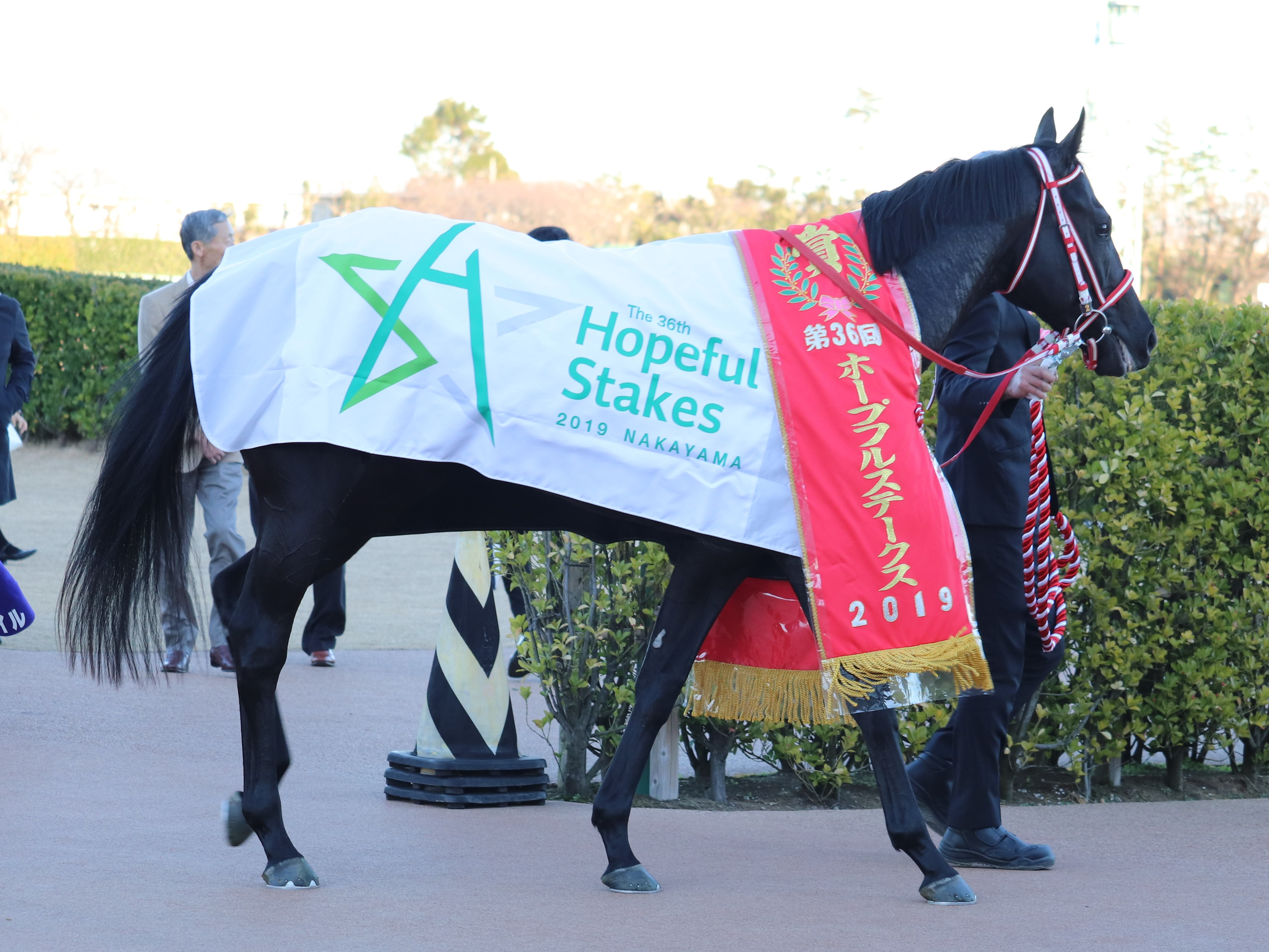
表彰式

その後はGI初出走となるホープフルステークスに出走。鞍上には福永が復帰し、前走の内容が評価されて単勝オッズ2.0倍で1番人気に支持された。スタートが切られるとコントレイルは前へ行きたがる素振りを見せたが、福永がなだめて道中は4番手につける。3コーナー付近から前方へ進出し、最後の直線でレースを引っ張ったパンサラッサをかわして先頭に立ち、ヴェルトライゼンデに1馬身半差をつけてGI初勝利を挙げた。
福永はこの勝利で2歳GI完全制覇を達成し、「前走と求められる要素が全く違う舞台で、しっかり結果を出してくれた。とてもいい瞬発力を持っているが、好位からしのぎ切る脚もある。センスも良く、現状ではあまり言うことがない」とコメントし、矢作は「育成段階で半年乗れずに休んでいたことを考えれば、とてつもないポテンシャル。これからクラシックを戦っていくために、馬体を15～20キロ増やして成長してほしい。負けていないということは、非常に夢を持てる」と語った。ノースヒルズ代表の前田幸治は、「安心して見ていられた。欲を言えば5馬身ぐらいは突き放してほしかったね」と語り、ディープインパクト産駒でノースヒルズ生産馬のGI勝利は2013年東京優駿のキズナ以来となり、「向こう（キズナ）はナタの切れ味、こっち（コントレイル）はカミソリの切れ味がある。なかなか、これだけの馬は見当たらないよ」と評した（競走に関する詳細は第36回ホープフルステークスを参照）。
当年はこれで出走を終え、後日陣営から翌年のクラシック初戦である皐月賞に直行することが明かされた。2019年のJRA賞最優秀2歳牡馬を決定する投票では、同じく3戦無敗で朝日杯フューチュリティステークスを制したサリオスを抑えて最優秀2歳牡馬に選出された。一方で、JPNサラブレッドランキングにおいては、サリオスが世代トップとなる116ポンドを記録し、コントレイルは115ポンドでサリオスに続く2位となった
。

### 3歳（2020年）

#### 皐月賞
年明けに大山ヒルズへ放牧に出され、皐月賞までは3か月のレース間隔があったが、その間は筋肉が硬くならないようにほぐす調整が行われた。3月18日に栗東に帰厩し、4月19日に中央競馬クラシック三冠の初戦・皐月賞（GI）に出走。出走メンバーにはコントレイルを含めて4頭の無敗馬が名を連ね、コントレイルは単勝2.7倍の1番人気に支持された。スタートが切られるとコントレイルは行き脚がつかず、中団より後ろの12番手を追走。しかし3コーナー手前で外に進路をとると馬なりで回り、4コーナーでは先団に取りつき、ここから一気に伸びて先頭に立った。そこに内から立ち回って馬体を寄せてきたサリオスとの叩き合いとなったが、半馬身サリオスをしのいで先頭でゴール。前年のサートゥルナーリアに続いて二年連続で無敗での皐月賞制覇を達成した。
レース後に福永は「大変なレースになったと思ったが、僕にできるのは馬を信じることだけ。慌てず、自信を持って騎乗した」と語り、矢作は「枠順とか道悪とか、いろいろ言われる中で"強い馬は強い"ということを見せたかった。証明できてうれしい」と感想を述べた。ノースヒルズ生産馬の皐月賞勝利は2002年のノーリーズン以来18年ぶり、矢作、福永は共に皐月賞初勝利となり、福永はこの勝利でクラシック競走完全制覇を達成した（競走に関する詳細は第80回皐月賞を参照）。

#### 東京優駿
その後は大山ヒルズへの短期放牧を挟み、クラシック三冠の第2戦・東京優駿（日本ダービー、5月31日、東京芝2400メートル、GI）に出走。この年は、新型コロナウイルスの感染拡大防止のために、戦時中だった1944年以来76年ぶりとなる無観客開催で行われた。ステップレースの青葉賞勝ち馬のオーソリティが故障で出走を回避し、京都新聞杯やプリンシパルステークスに優勝した馬は皐月賞で10着以下に敗れていたことから皐月賞の上位馬が引き続き有力と目された。このためコントレイルが単勝1.4倍、サリオスが4.4倍、3番人気のワーケアは12.8倍と差が開き、無敗でのダービー制覇を狙うコントレイルに再びサリオスが挑むという図式となった。
レースでは、好スタートを切ると道中は3番手の内側につけた。向こう正面では横山典弘が騎乗するマイラプソディが捲るように上がっていったが、福永は慌てることなく人馬のリズムを保つことを守ることに専念する。直線に入って福永が馬場の中ほどへ誘導してそこから追われるとコントレイルは鋭い末脚を繰り出し、2着のサリオスを3馬身突き離して1着でゴール。父・ディープインパクト以来15年ぶり7頭目となる無敗での2冠を達成した。父子での無敗の二冠達成はシンボリルドルフ・トウカイテイオー以来史上2組目の記録となった。
2018年のワグネリアン（第85回東京優駿）以来となるダービー2勝目をあげた福永は、「どうしても遊んでしまうところがあるが、逆に考えると遊びながらダービーを勝ったわけだから相当優秀な馬。無敗馬で挑むダービーは初めての経験だったが、画面越しに見てくれている人たちのことを思いながら騎乗した。これでスターホースの仲間入りを果たしたと思うし、騎乗していたことを誇りに思う」とコメントした。2012年のディープブリランテ以来となるダービー2勝目となった矢作は、「綺麗な横綱相撲だった。本当に強い。ファンの方がいなかったのは残念でたまらないが、馬を褒めてあげたい。疲れた。嬉しいというより、肩の荷が下りた」と語った。前田幸治は2日前に航空自衛隊のブルーインパルスが医療従事者への感謝で空に飛行機雲を描いたことに触れて「コントレイルへのエールのように受け止めていた」と語り、矢作、福永、牧場関係者に感謝の気持ちを表した。前田は同時に三冠達成がかかる菊花賞への出走を表明し、矢作は「底が知れない。一回一回、僕の想像を超えてくれる。終わるごとに距離への自信が深まっていくし、（菊花賞の3000mは）今日の折り合いを見ても大丈夫でしょう」とコメントした。後日矢作から順調に調整が進めば9月27日の神戸新聞杯で始動し、牡馬3冠の期待がかかる10月25日の菊花賞、古馬との初対戦となる11月29日のジャパンカップの3戦を予定していることを発表した（競走に関する詳細は第87回東京優駿を参照）。
レース後、ビッグレッドファームグループの岡田繁幸から日高での種牡馬入りのオファーがあったものの断っている。。
6月4日には東京優駿のレーティングが発表され、コントレイルは東京優駿史上において最高の数値となる122を獲得した。8月6日に日本中央競馬会が発表した上半期のJPNサラブレッドランキングでは、コントレイルは3歳牡馬としてトップとなる122ポンドを獲得した。

#### 三冠達成
東京優駿後は大山ヒルズへ放牧に出されて夏を超し、9月4日に栗東に帰厩。菊花賞の前哨戦として出走した神戸新聞杯（中京競馬場芝2200メートル）は同レース7年ぶりのフルゲートとなる18頭が出走し、コントレイルは単勝1.1倍と圧倒的な支持を受けた。スタートが切られると道中は中団馬群の内側を追走し、3コーナーから前方へ進出を開始。直線に入ってもしばらくは他馬に包まれた状態だったが、残り300m付近で前が空くと一気に先頭に立って後続を突き放し、2着のヴェルトライゼンデに2馬身差をつけて優勝。福永は「いかに進路を見つけてストレスなく走らせることができるかが課題だった」といい、「慌てないことだけは肝に銘じて乗っていたが、瞬時に反応できる馬なので、慌てずに直線へ向くことができました」と語り、矢作は「折り合い面も含め特に問題なかったし、前哨戦としては満点」と評し、菊花賞に向けて「京都が改修に入り、今の競馬場では最後の菊花賞。何とか（三冠を）成し遂げたい」と抱負を語った（競走に関する詳細は、第68回神戸新聞杯を参照）。
神戸新聞杯後、菊花賞が中3週で行われることからコントレイルは放牧に出されず、在厩調整を経て菊花賞当日を迎えた。春のクラシックでいずれも2着だったサリオスは、毎日王冠優勝からマイル路線を目標としたためにここを回避。神戸新聞杯の2着馬で前年の菊花賞馬・ワールドプレミアの半弟でもあるヴェルトライゼンデやセントライト記念で2着だったサトノフラッグの他、ラジオNIKKEI賞とセントライト記念に勝ったバビットや、自己条件から2連勝で挑んできたアリストテレスらが注目を集める。10月25日の競走当日は三冠達成の期待からコントレイルが単勝1.1倍の圧倒的な一番人気に支持され、以下ヴェルトライゼンデ、バビット、アリストテレス、サトノフラッグと続いた。スタートが切られると、福永から軽く促されて中団のやや前目のポジションに付けた。しかし馬群がばらついたこと、コントレイルが折り合いを欠いたことや、アリストテレス（クリストフ・ルメール騎乗）にマークされ続けた結果、「うまくリラックスして走らせてあげられなかった」（福永）状態でのレースを強いられ、最後の直線では先頭に躍り出るも、アリストテレスが外から並びかける状況となった。しかし、コントレイルは200メートル近い叩き合いの中で粘りを見せて先頭を譲らず、クビ差でアリストテレスを振り切り1着でゴール。史上8頭目となるクラシック三冠を達成した。無敗での三冠達成は15年ぶり3頭目で、親子達成は本馬が史上初。福永は1983年にミスターシービーで三冠を制した吉永正人の42歳0カ月27日を更新する43歳10カ月17日での三冠達成となり、最年長の三冠ジョッキーとなった。
レース後福永は「何とかしのいでくれという気持ちで追っていた。馬が応えてくれて最後まで抜かせなかった、改めてすごい馬だと思う。ディープインパクトに続き、その息子も無敗で3冠を達成したことは世界でも類を見ない、大変な偉業。その鞍上にいられたことを誇りに思う」と喜びを語り、矢作は「こんなにつかれた経験は今までなかった。今日は一日、緊張していた。競馬の道を志した時から夢のまた夢だったので幸せ。やっぱり、負けないということは凄い。今まで手掛けたことのない、神様からの授かりものだと思っている」と語った。前田幸治は「嬉しい。（2003年に牝馬三冠を達成した）スティルインラブの時とは、また全然違う。いつかこういう日が来るとは思っていたけど、牧場を開いて36年、良かった」と喜び、「初めての距離だから最初は少し掛かっているところがあった。直線もヒヤヒヤはしなかったけど、『迫られているな』と。だけど、しのぎ切るだろうと思って馬を信じていた。コロナ禍だが、皆さんに希望と元気を与えるような3冠馬が出てよかった」と語った。生まれ故郷のノースヒルズがある北海道新冠町では、達成後に近くの生産者や装蹄師、農協組合職員らに加えて、鳴海修司町長などが集まり、福永と同じように三本指を立てて記念写真に納まった。
コントレイルの三冠達成は世界各国でも報じられ、アメリカの競馬メディア『bloodhorse.com』は、前の週に牝馬三冠を達成したデアリングタクトとともに「『トリプルクラウン・ダブル』の完成だ」と称賛し、「日本の牡馬三冠は仏G1凱旋門賞で2年連続2着だったオルフェーヴル以来の快挙だ」と報じた。また、ブックメーカーの『Paddy Power』からは、翌2021年の凱旋門賞の前売りオッズでコントレイルを8倍タイの一番人気に据えられ、当年の凱旋門賞で有力視されながらも道悪を理由に回避したイギリスの二冠牝馬ラヴと同等の評価を受けた（競走に関する詳細は、第81回菊花賞を参照）。

#### ジャパンカップ
菊花賞後、コントレイルはリフレッシュのため大山ヒルズへ放牧に出された。次の出走競走について矢作は、ジャパンカップ（東京競馬場芝2400メートル、GI）を候補の一つとしていたが、菊花賞のレース内容と距離適性から回避することを考えていた。その後、矢作と福永がジャパンカップと有馬記念（中山競馬場芝2500メートル、GI）の出走に関する相談をした。そこで、福永から有馬記念の出走はやめてほしいとの要望があり、矢作自身も（有馬記念には）適性がないと考えたことから、ジャパンカップ出走→有馬記念回避を決断、11月5日、正式にジャパンカップに出走することが陣営から発表された。菊花賞の翌日には金羅助手が「さすがに疲れていた」という状態であったが、この日は矢作が「実際に見て、体の張りもいいし、完全に回復していました。回復力の速さがすごいなと思ったし、きょう見た限りでは何の心配もありませんでした」と状態について言及。また「あとはデアリングタクトも出てくるということで、ファンの盛り上がり、競馬としての盛り上がりを考えても、オーナーと相談して、そういう決断に至りました」と、この年に牝馬三冠を無敗で達成したデアリングタクトとの対戦を参戦を決めた理由に挙げた。11月12日には、前走の天皇賞・秋で史上初となる芝GI8勝目を挙げた、2018年の三冠牝馬・アーモンドアイもこのジャパンカップを引退レースとして選択したことが明らかとなった。これにより史上初めて3頭の三冠馬が対決することとなり、大きな注目を集めた。
11月18日に行われた追い切りでは伴走した2頭に遅れをとり、矢作が「遅れたのは不満。きょうの段階ではもう一段、上げないと」と述べ、「（回避の）記者会見をしようかと思った」と明かすほどの状況であった。一方で、「十分に時計は出ている」（矢作）、「予定通り。優秀なタイムが出ているし、馬も元気。気になるところはないし、順調に調教を消化できているのが何よりです」（福永）と前向きなコメントも残した。25日には最終追い切りとしては初めて福永が騎乗し、「確認したのは身のこなし、トモの動き。それが良くなった。こちらが驚くぐらいの良化度合い」と好感触を得た。
11月29日に行われたジャパンカップには、上記の3頭の三冠馬に加え、前年の香港ヴァーズに優勝し、本年の京都大賞典も制したグローリーヴェイズ、前年のジャパンカップ2着馬のカレンブーケドール、前年の菊花賞馬で、有馬記念3着以来となるワールドプレミア、2017年の菊花賞馬のキセキらも出走した。単勝はアーモンドアイが2.2倍で1番人気に推され、コントレイル2.8倍、デアリングタクト3.7倍、グローリーヴェイズ17.2倍と続いた。
コントレイルは「若干、イラついていて。ゲートの中ではいつも以上にエキサイトしていた」（福永）状態だったが好スタートを切り、大逃げを打ったキセキを深追いせず、5番手につけたアーモンドアイ、そのすぐ後ろにデアリングタクトよりも少し離れた中団を追走した。4コーナーではデアリングタクトの背後に迫り、直線に向いて馬場の大外に持ち出し、出走馬中最速の上がり34秒3の末脚を繰り出して前へ詰め寄った。しかし、先に抜け出したアーモンドアイをかわせず2着に敗れ、生涯初の敗戦を喫した。レース後、福永は「今日は非常にタフな、バテあいのような感じになりましたからね。最後は苦しくなって左に持たれてしまいました。それでも最後まで一生懸命、諦めずに走ってくれたし、よく頑張ってくれました」と労い、矢作は「勝った馬が強いなと思いました。素直にリスペクトするしかありません。もう少し瞬発力、キレ味を活かせるようなレースになってくれた方がありがたかったけれど、条件は全馬一緒、言い訳にならない。とにかく今日は勝った馬が強かった。それにうちの馬もすごくよく頑張って走ってくれたと思います」と語った（競走に関する詳細は、第40回ジャパンカップを参照）。
以後、年内は休養に充て、翌年の大阪杯を目指すことが発表された。なお、2021年1月17に発行された新聞記事において矢作は、コントレイルの2021年限りでの引退について述べている。
2020年度のJRA賞最優秀3歳牡馬に記者投票満票で選出された。一方で年度代表馬の記者投票ではアーモンドアイ（236票）に次ぐ2位（44票）で、JRA賞の前身である啓衆社賞が始まった1954年以降の三冠馬として初めて落選する結果となった。矢作は年度代表馬落選について自身のコラムにて「今年還暦を迎える自分の感覚は、もう古いのだろうか？」「マスコミと現場の意識の乖離が自分には残念でならないし、とても悲しい気持ちになっている」と不満を漏らした。

### 4歳（2021年）
矢作は、2021年の展望について、2021年2月26日のインタビューにて「春は大阪杯と宝塚記念。秋の理想は天皇賞、ジャパンC、有馬記念の3タテです。この3つ全てを勝つのは容易ではないですが、体力さえついていれば能力的には可能性のある馬だと信じています」と発言した。

#### 大阪杯
当初の発表通り、始動戦は大阪杯に出走。本競走はコントレイルのほか、スプリント（1200メートル）とマイル（1600メートル）と合わせてGIレース3階級制覇を狙う前年のJRA賞最優秀短距離馬のグランアレグリア、3歳クラシックで2度コントレイルの2着となった好敵手サリオスの「3強」をはじめ5頭のGI馬のほか、5戦5勝無敗でGI初挑戦のレイパパレ等が出走する事で大きな注目を集め、2000メートルの経験がないグランアレグリアや、コントレイルに一度も勝っていないサリオスらに比べて実績面がある事から、オッズでは圧倒的な1番人気に推された。
当日昼過ぎからの大雨により、重馬場の状態で始まったレースでは、当時GI未勝利馬であったレイパパレがハナを切り、コントレイルは中団後ろからレースを進める。前半1000メートルが59秒8と、馬場状態からするとハイペースになる中、3コーナーに差し掛かりかけたあたりで進出を図る。その途中でグランアレグリアに並んだ際、グランアレグリアも反応して同時に進出を図り、内ラチ沿いを進んでいたサリオスと共に3頭でレイパパレを追いかけて直線に突入。レイパパレを捕らえにかかるも、進出に脚を想定以上に使ったのと重馬場によりスタミナを奪われたのもあってグランアレグリア、サリオスと同じく末脚の伸びを欠き、逆にレイパパレに引き離されたうえ、当時のレイパパレと同じくGI未勝利馬であり、ゴール直前で後ろから迫ってきたモズベッロにも差されて3着に敗れ、キャリア9戦目で初めて連を外す結果に終わった。また、無敗の3冠馬が連敗したのも史上初となった。
陣営は敗因に馬場の悪化及び「思っていたよりも後ろになった」（福永）という位置取りを挙げていた。
その後は放牧に出され、次走は宝塚記念を予定する事が発表された。
5月4日、フランスギャロのホームページでコントレイルが海外遠征はせず国内に専念し、年内で引退し種牡馬となることが報じられた。

#### 宝塚記念回避
大阪杯の後、コントレイルは宝塚記念への出走を予定していた。宝塚記念の約2ヶ月前（5月の第2週目）には、矢作は放牧先の大山ヒルズを訪れており、コントレイルのトレーナーは「ふっくらとした、いい感じできています。脚元も何の問題もありません。現在は486キロ。そのくらいのままの馬体重で帰厩すると思うし、前走ぐらいの体重で出せればいいなと思っています」と評価している。
放牧後、大山ヒルズの斎藤ゼネラルマネージャーから、コントレイルにエコー検査を行った結果、球節の部分が黒くなっていると矢作は連絡を受けた。本馬に痛がる様子は見られなかったが、獣医の診断によって内出血の広がりが見られ、矢作は前田幸治に宝塚記念出走の断念を進言した。
前述の出走声明から一転して矢作は「ちょっと大阪杯（3着）の疲れが取れない。使えないこともないが、万全の状態では使えないので宝塚記念を断念することにしました。（今後は）秋の天皇賞に万全の状態でいきたい」と説明し、出走による疲労が抜けていないことを理由に回避し、天皇賞・秋に向かうことが表明された。
後日、秋競馬の具体的な出走レースが発表され、天皇賞・秋とジャパンカップの2レースに出走することになった。有馬記念については本馬が得意な条件ではないとして見送り、ジャパンカップ出走後に引退することも併せて発表された。矢作は「秋は2戦に全力投球して、やめたいと思います」と語った。

#### 天皇賞・秋
コントレイルは9月28日に、放牧先の大山ヒルズから栗東に帰厩した。矢作は「宝塚記念を回避した後は7月までゆっくりと回復に努めて、8月から徐々に調教ペースを上げてきた。ここまで、すでに「15－15」は10本以上。牧場が、細心の注意を払って状態を上げてきてくれた。馬体は春と大きな変わりはないが、この馬に関してはそれでいいと感じている。目標は天皇賞・秋。気性的に休み明けでも走れるタイプであるし、大阪杯の敗因はレース直前の大雨による馬場悪化と断言できる。強敵がそろうが、あと1ヶ月しっかりと仕上げて、タイトルを積み上げたい」と発言した。
大阪杯以来の出走となるが、陣営はこの競走に向けて「ジャパンカップのことは考えず、まずは秋の天皇賞に全力投球」（矢作）で仕上げていた。また、福永は「春より断然いい。動きの質がいい。春はやっぱりジャパンカップで激走した疲れがあったのだろう。今回はすこぶるいいよ」と最大級の賛辞を送った。
10月31日に開催された天皇賞・秋（東京競馬場芝2000メートル、GI）には大阪杯以来の再戦となるグランアレグリアに加え、この年の皐月賞を無敗で制覇したエフフォーリアらが出走していた。オッズは上記2頭を押さえて単勝1番人気（2.5倍）となったが、グランアレグリア（同2.8倍）、エフフォーリア（同3.4倍）も差がなく続いた。わずかに雨が降ったが、良馬場での開催となった。
レースではゲートからバランスを崩して飛び出す形となり、序盤で立ち遅れる。グランアレグリアが逃げ馬の直後につけて先行し、その後ろをエフフォーリアが追走、コントレイルはさらにその後ろからレースを進める。最終直線で上がり3ハロンではメンバー中最速の末脚を発揮して、グランアレグリアをクビ差捉えるも、先んじて抜け出していたエフフォーリアに並ぶことができず、1馬身差の2着に終わった。
敗因について、福永は「勝った馬の位置で競馬をしたかった」と述べ、また「だんだんゲートの中でうるさくなってきた。きょうは、何とかゲートを出てくれたが…」と問題点も指摘した。矢作は「状態は良かったし、負けてはいけないレースだった」「ただ勝った馬が強かった」と悔しさを表し、引退レースとなる次走に向けて「また、ラストランに向けてしっかり仕上げ直します」と前を向いた。

#### ジャパンカップ

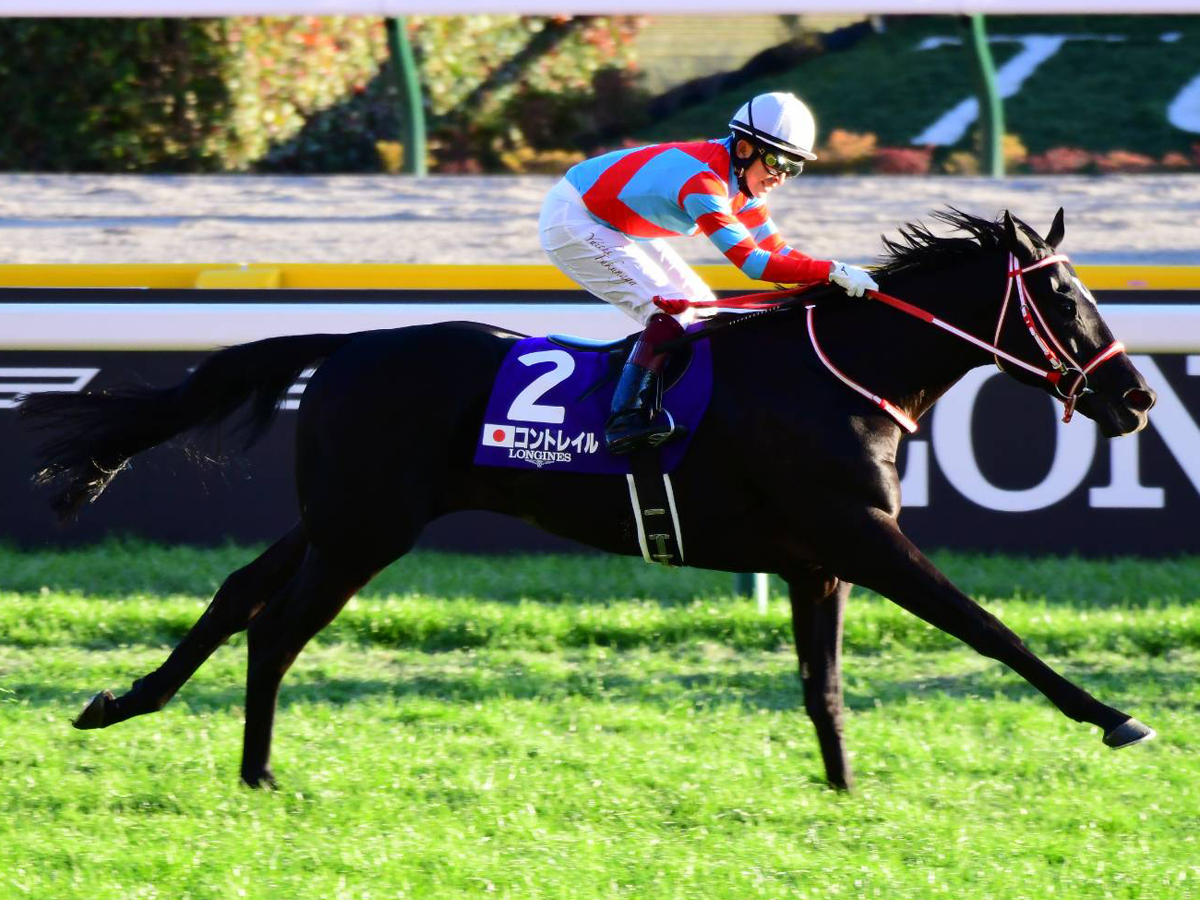
第41回ジャパンカップ（2021年11月28日）

引退レースとなるジャパンカップに向けて、11月11日から調教を再開。ゲート内での振る舞いを矯正するために、ゲート練習やプール調教も行った。最終追い切り後の状態について矢作は「いつも良いんですが、（今日も）本当もったいないくらい良い動きです。また一段上がった気がしますし、本格化してきたイメージは持っています」と自信を見せた。また、レースを前に福永は「無敗の3冠馬として、彼の名誉を守るためにも勝って、有終の美を飾りたいと強く思っています」、矢作も同様に「3冠馬としての誇りを持った強さを見ていただきたい」と意気込みを述べた。
11月28日に行われたジャパンカップには、エフフォーリアを破ってこの年の東京優駿に勝利していたシャフリヤールが出走。また、同じく東京優駿に勝利したマカヒキ（2016年勝ち馬）とワグネリアン（2018年勝ち馬）も出走しており、コントレイル自身を含めて史上初めて4世代の東京優駿優勝馬が集結した。また、前年の菊花賞でコントレイルに肉薄していたアリストテレス、この年のアルゼンチン共和国杯優勝など左回りで良績を残すオーソリティなどが出走。コントレイルが単勝1.6倍で1番人気に推され、以下シャフリヤール（同3.7倍）、オーソリティ（同7.1倍）、アリストテレス（同20.5倍）と3頭が抜けた人気を集めた。

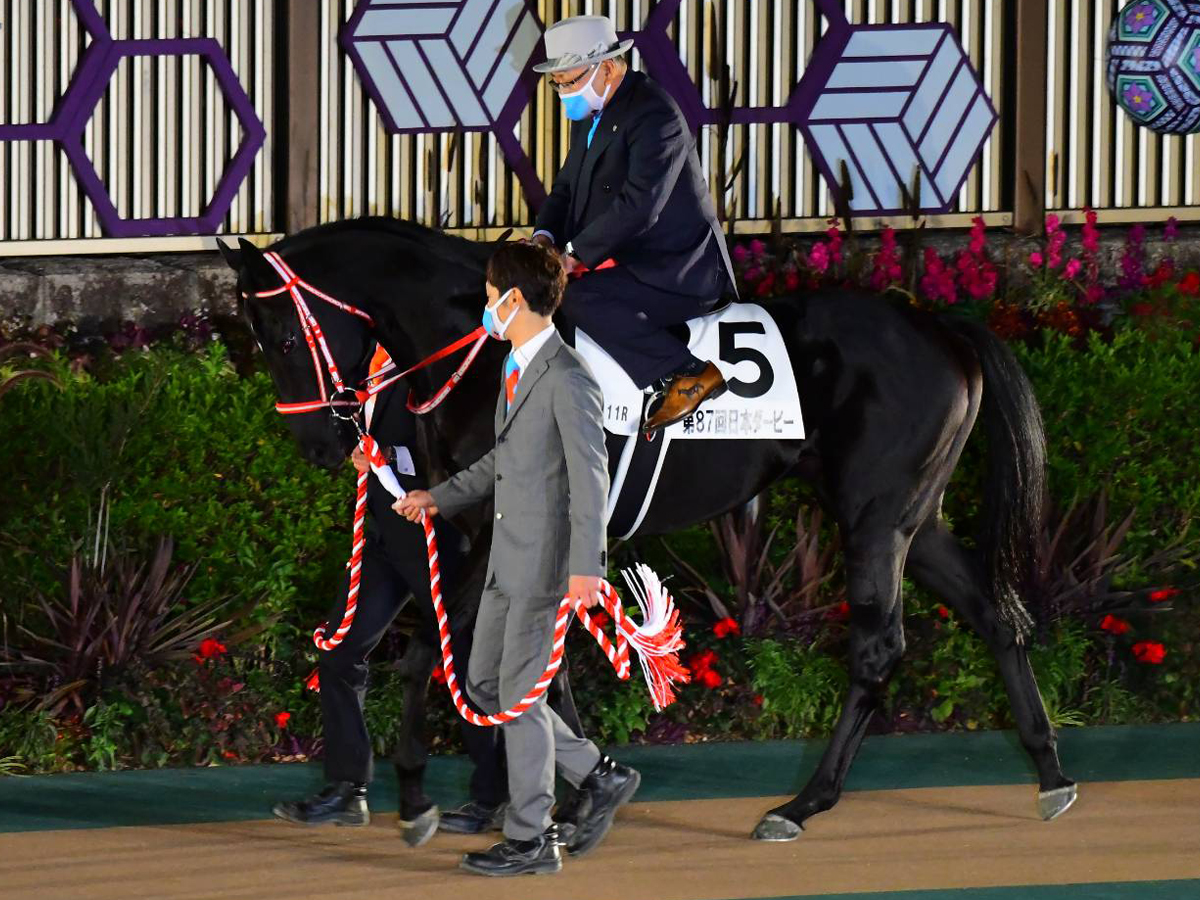
引退式でコントレイルに騎乗する矢作芳人調教師

レースは、アリストテレスが逃げ、コントレイルは好スタートを切ってコース中盤以降まで馬群中団を追走する。1000メートルの通過は62.2秒とスローペースだったが、向こう正面からキセキがポジションをあげていき3コーナーでは先頭に立つ。4馬身の差をつけてキセキが最後の直線に入ってくるが、まずオーソリティが抜け出し、コントレイルとシャフリヤールが馬体を合わせて伸びてくる。最後はコントレイルがオーソリティを差し切り2馬身差を付けて優勝、引退レースで有終の美を飾った。福永はゴール後や勝利インタビューの際に涙を流し「きょうで終わりだと、いろいろとこみ上げるものがありました。本当に立派な走りをしてくれました。感動しました」と喜びを述べた。
全レース終了後、東京競馬場のパドックにて引退式が行われた。福永は「コントレイルと過ごした時間は夢のような時間でした。ここまで深く一頭の馬に関わらせていただくことは、近年ではそうありません」「牧場、厩舎、そしてジョッキーが三位一体となって作り上げることが出来た三冠馬だと思いますし、それに応えたコントレイルという馬もまた、非凡な能力を持っている馬だと思います。ジョッキーとして、いちホースマンとして本当に得がたい経験をさせていただきました。本当に感謝しています」と、コントレイルや関係者への感謝を述べた。矢作は「プレッシャーとの戦いでしたが、本当に楽しい2年間を過ごさせていただきました。今年勝てなかった間は、周囲の雑音が聞こえたり悔しい思いをしていました。今日、こうして皆様の応援のおかげで勝つことが出来て感無量です」「コントレイルの子供で凱旋門賞を獲りに行きたいと思います」と夢を語った。
ジャパンカップのレーティングが126ポンドと評価され、2021年のワールド・ベスト・レースホース・ランキングで第5位、JPNサラブレッドランキングの4歳以上・芝でトップとなった。
国際競馬統括機関連盟（IFHA）が公表した「世界のトップ100GIレース」では、コントレイルが制した2021年度ジャパンカップの順位は、世界12位で、日本の中では天皇賞（秋）、有馬記念、大阪杯に次ぐ4位であった。
2021年度のJRA賞年度代表馬はエフフォーリアが受賞したが、JRA賞最優秀4歳以上牡馬に記者投票により選出された。これによりメイヂヒカリ以来65年ぶり2頭目となる、最優秀2歳・3歳・4歳以上牡馬を全て受賞した競走馬となった。
引退後は北海道安平町の社台スタリオンステーションで種牡馬となる。

## 競走成績
以下の内容は、netkeiba.comの情報に基づく。
| 競走日     | 競馬場 | 競走名       | 格   | 距離（馬場）  | 頭 数 | 枠 番 | 馬 番 | オッズ （人気） | 着順 | タイム （上り3F） | 着差 | 騎手      | 斤量 [kg] | 1着馬（2着馬）         | 馬体重 [kg] |
| ---------- | ------ | ------------ | ---- | ------------- | ----- | ----- | ----- | --------------- | ---- | ----------------- | ---- | --------- | --------- | ---------------------- | ----------- |
| 2019.09.15 | 阪神   | 2歳新馬      |      | 芝1800m（良） | 09    | 8     | 9     | 01.7（1人）     | 1着  | R1:48.9（33.5）   | -0.4 | 0福永祐一 | 54        | （フレーヴォ）         | 456         |
| 0000.11.16 | 東京   | 東スポ杯2歳S | GIII | 芝1800m（良） | 08    | 6     | 6     | 02.5（1人）     | 1着  | R1:44.5（33.1）   | -0.8 | 0R.ムーア | 55        | （アルジャンナ）       | 456         |
| 0000.12.28 | 中山   | ホープフルS  | GI   | 芝2000m（良） | 13    | 2     | 2     | 02.0（1人）     | 1着  | R2:01.4（35.8）   | -0.2 | 0福永祐一 | 55        | （ヴェルトライゼンデ） | 462         |
| 2020.04.19 | 中山   | 皐月賞       | GI   | 芝2000m（稍） | 18    | 1     | 1     | 02.7（1人）     | 1着  | R2:00.7（34.9）   | -0.1 | 0福永祐一 | 57        | （サリオス）           | 462         |
| 0000.05.31 | 東京   | 東京優駿     | GI   | 芝2400m（良） | 18    | 3     | 5     | 01.4（1人）     | 1着  | R2:24.1（34.0）   | -0.5 | 0福永祐一 | 57        | （サリオス）           | 460         |
| 0000.09.27 | 中京   | 神戸新聞杯   | GII  | 芝2200m（良） | 18    | 1     | 2     | 01.1（1人）     | 1着  | R2:12.5（35.6）   | -0.3 | 0福永祐一 | 56        | （ヴェルトライゼンデ） | 460         |
| 0000.10.25 | 京都   | 菊花賞       | GI   | 芝3000m（良） | 18    | 2     | 3     | 01.1（1人）     | 1着  | R3:05.5（35.2）   | -0.0 | 0福永祐一 | 57        | （アリストテレス）     | 458         |
| 0000.11.29 | 東京   | ジャパンC    | GI   | 芝2400m（良） | 15    | 4     | 6     | 02.8（2人）     | 2着  | R2:23.2（34.3）   | -0.2 | 0福永祐一 | 55        | アーモンドアイ         | 456         |
| 2021.04.04 | 阪神   | 大阪杯       | GI   | 芝2000m（重） | 13    | 5     | 7     | 01.8（1人）     | 3着  | R2:02.5（37.4）   | -0.9 | 0福永祐一 | 57        | レイパパレ             | 472         |
| 0000.10.31 | 東京   | 天皇賞（秋） | GI   | 芝2000m（良） | 16    | 1     | 1     | 02.5（1人）     | 2着  | R1:58.0（33.0）   | -0.1 | 0福永祐一 | 58        | エフフォーリア         | 464         |
| 0000.11.28 | 東京   | ジャパンC    | GI   | 芝2400m（良） | 18    | 1     | 2     | 01.6（1人）     | 1着  | R2:24.7（33.7）   | -0.3 | 0福永祐一 | 57        | （オーソリティ）       | 456         |

- タイム欄のRはレコード勝ちを示す

## 種牡馬成績
現役引退後、社台スタリオンステーションで種牡馬入り。初年度の種付料は1200万円。これは当時同ステーションの種牡馬のうち、エピファネイア（1800万円）、ロードカナロア（1500万円）に次ぎ、キズナと並ぶ3位タイであり、父ディープインパクトの初年度と同じ種付料である。
2024年の種付料は1500万円でエピファネイアとスワーヴリチャードに並んだ。2025年の種付料は前年より300万円増えて、1800万円になった。
産駒は2025年6月15日、東京5Rにユマハムが出走してデビュー。同年7月13日に福島競馬場で行われた5Rの新馬戦をルージュボヤージュが制して10戦目でJRA初勝利を挙げた。

### 種付料・種付頭数・生産頭数の推移
| 年     | 種付料（万円） | 増減 | 種付頭数 | 生産頭数 |
| ------ | -------------- | ---- | -------- | -------- |
| 2022年 | 1200           | -    | 193      | 131      |
| 2023年 | 1200           | 0    | 212      | 147      |
| 2024年 | 1500           | 300  | 206      |          |
| 2025年 | 1800           | 300  |          |          |

## 血統

### 血統背景
父のディープインパクトについては同馬の項を参照。ディープインパクトと母の父アンブライドルズソングの組み合わせでのGI勝ち馬には、2014年の朝日杯フューチュリティステークス優勝馬ダノンプラチナがいる。その他のアンブライドルズソングを母の父に持つサンデーサイレンス系の種牡馬の産駒のGI勝ち馬にはトーホウジャッカル（2014年菊花賞、父スペシャルウィーク）、スワーヴリチャード（2018年大阪杯・2019年ジャパンカップ、父ハーツクライ）がいる。また、本馬が曾祖母の父に持つストームキャットを父に持つ繁殖牝馬とディープインパクトの組み合わせはニックスとして知られ、この組み合わせで8頭のGI勝ち馬が誕生している。
母のロードクロサイトは未勝利のまま現役を引退したが、その母・フォークロアは、2005年のBCジュベナイルフィリーズ、メイトロンステークスの勝ち馬である。4代父のCee's Tizzy（シーズティジー）の母テイズリーはキタサンブラックの曾祖母にあたり、3代母・Contriveの半妹の仔にアメリカでGI4勝を挙げているEssential Qualityがいる。さらに牝系をさかのぼると、名牝La Troienneにたどり着く。

### 血統表
| コントレイルの血統                           | コントレイルの血統                                     | コントレイルの血統                 | （血統表の出典）                   | （血統表の出典） |
| 父系                                         | サンデーサイレンス系（ヘイロー系）                     | サンデーサイレンス系（ヘイロー系） | サンデーサイレンス系（ヘイロー系） | [ § 2 ]          |
| 父 ディープインパクト 鹿毛 2002 北海道早来町 | 父の父*サンデーサイレンス Sunday Silence 青鹿毛 1986   | Halo                               | Hail to Reason                     | Hail to Reason   |
| 父 ディープインパクト 鹿毛 2002 北海道早来町 | 父の父*サンデーサイレンス Sunday Silence 青鹿毛 1986   | Halo                               | Cosmah                             |                  |
| 父 ディープインパクト 鹿毛 2002 北海道早来町 | 父の父*サンデーサイレンス Sunday Silence 青鹿毛 1986   | Wishing Well                       | Understanding                      | Understanding    |
| 父 ディープインパクト 鹿毛 2002 北海道早来町 | 父の父*サンデーサイレンス Sunday Silence 青鹿毛 1986   | Wishing Well                       | Mountain Flower                    |                  |
| 父 ディープインパクト 鹿毛 2002 北海道早来町 | 父の母*ウインドインハーヘア Wind in Her Hair 鹿毛 1991 | Alzao                              | Lyphard                            | Lyphard          |
| 父 ディープインパクト 鹿毛 2002 北海道早来町 | 父の母*ウインドインハーヘア Wind in Her Hair 鹿毛 1991 | Alzao                              | Lady Rebecca                       |                  |
| 父 ディープインパクト 鹿毛 2002 北海道早来町 | 父の母*ウインドインハーヘア Wind in Her Hair 鹿毛 1991 | Burghclere                         | Busted                             | Busted           |
| 父 ディープインパクト 鹿毛 2002 北海道早来町 | 父の母*ウインドインハーヘア Wind in Her Hair 鹿毛 1991 | Burghclere                         | Highclere                          |                  |
| 母 *ロードクロサイト 芦毛 2010 アメリカ      | 母の父Unbridled's Song 芦毛 1993                       | Unbridled                          | Fappiano                           | Fappiano         |
| 母 *ロードクロサイト 芦毛 2010 アメリカ      | 母の父Unbridled's Song 芦毛 1993                       | Unbridled                          | Gana Facil                         |                  |
| 母 *ロードクロサイト 芦毛 2010 アメリカ      | 母の父Unbridled's Song 芦毛 1993                       | Trolley Song                       | Caro                               | Caro             |
| 母 *ロードクロサイト 芦毛 2010 アメリカ      | 母の父Unbridled's Song 芦毛 1993                       | Trolley Song                       | Lucky Spell                        |                  |
| 母 *ロードクロサイト 芦毛 2010 アメリカ      | 母の母Folklore 鹿毛 2003                               | Tiznow                             | Cee's Tizzy                        | Cee's Tizzy      |
| 母 *ロードクロサイト 芦毛 2010 アメリカ      | 母の母Folklore 鹿毛 2003                               | Tiznow                             | Cee's Song                         |                  |
| 母 *ロードクロサイト 芦毛 2010 アメリカ      | 母の母Folklore 鹿毛 2003                               | Contrive                           | Storm Cat                          | Storm Cat        |
| 母 *ロードクロサイト 芦毛 2010 アメリカ      | 母の母Folklore 鹿毛 2003                               | Contrive                           | Jeano                              |                  |
| 母系(F-No.)                                  | 1号族(FN:1-s)                                          | 1号族(FN:1-s)                      | 1号族(FN:1-s)                      | [ § 3 ]          |
| 5代内の近親交配                              | Fappiano 4×5（母内）                                   | Fappiano 4×5（母内）               | Fappiano 4×5（母内）               | [ § 4 ]          |
| 出典                                         | 1. 2. 3. 4.                                            | 1. 2. 3. 4.                        | 1. 2. 3. 4.                        | 1. 2. 3. 4.      |